# John Dos Passos
John Roderigo Dos Passos (n. 14 ianuarie 1896, Chicago, Illinois, SUA – d. 28 septembrie 1970, Baltimore, America Britanică⁠(d), Regatul Marii Britanii) a fost un dramaturg, poet, jurnalist și traducător american. Este cel mai bine cunoscut ca autor - literatură colaj - al Trilogiei S.U.A. (în original U.S.A. Trilogy) ce cuprinde volumele: Paralela 42, 1919 și Marile afaceri.
Născut într-o familie de origine portugheză, John Dos Passos ajunge să studieze la Universitatea Harvard, iar mai apoi se întoarce la Paris împreună cu mai mulți scriitori, precum: F. Scott Fitzgerald și Ernest Hemingway. 

## Opera
Este definit ca fiind romancier al comportamentalui uman, iar sursele sale de inspirație au fost cinematografia și pictura modernă. 
Experimentează și un procedeu narativ numit simultaneism, în care mai multe istorisiri se întersectează și sunt întrerupte de cântece sau de un monolog interior. Acest procedeu este cel mai bine ilustrat în Trilogia S.U.A..
- 1920 - Inițierea omului ("One Man's Initiation");
- 1921 - Trei ostași ("Three Soldiers");
- 1925 - Manhattan Transfer;
- 1926 - Gunoierul ("The Garbage Man");
- 1928 - Airways Inc.;
- 1930 - Paralela 42 ("The 42nd Parallel");
- 1932 - Nouă sute nouăsprezece ("1919" cunoscut și ca "Nineteen Nineteen");
- 1934 - Culmile șansei ("Fortune Heights");
- 1936 - Marile afaceri ("The Big Money").